# Côle
Côle – rzeka we Francji, przepływająca przez teren departamentu Dordogne, o długości 51,5 km. Stanowi dopływ rzeki Dronne.